# Uta Pohl-Patalong
Uta Pohl-Patalong (* 18. Mai 1965 in Schleswig) ist eine deutsche evangelische Theologin und Professorin für Praktische Theologie an der Universität Kiel. 

## Wissenschaftlicher Werdegang
Pohl-Patalong studierte von 1985 bis 1992 evangelische Theologie in Kiel, Heidelberg, an der Dormitio in Jerusalem und an der Universität München. Sie war von 1992 bis 1995 Assistentin bei Wolfgang Steck in München, wo sie mit einer Arbeit über Seelsorge zwischen Individuum und Gesellschaft promoviert wurde. Nach dem Vikariat von 1995 bis 1997 in Hamburg war sie in den Jahren 1997 bis 2001 Pastorin im Evangelischen Zentrum Rissen. 
2002 habilitierte sie sich mit einer Arbeit über Parochialität und Nichtparochialität im Konflikt an der Universität Bonn. 
Nach Lehrstuhlvertretungen und einem Heisenberg-Stipendium ist Pohl-Patalong seit August 2007 Professorin für die Didaktik des Religionsunterrichts / Praktische Theologie mit Schwerpunkten Homiletik und Kirchentheorie an der theologischen Fakultät der Universität Kiel.
Im Jahr 2011 erhielt Pohl-Patalong als erste Frau überhaupt den Wissenschaftspreis der Stadt Kiel.

## Theologische Schwerpunkte in Auswahl
Pohl-Patalong hat die von Peter Pitzele in den USA entwickelte Methode des Psychodrama of the bible in Deutschland unter dem Namen Bibliolog weiterentwickelt und verbreitet. 
In ihrer kirchentheoretischen Habilitationsschrift analysiert sie den Konflikt zwischen Ortsgemeinde und übergemeindlicher Arbeit. Dabei entwickelt sie ein Modell kirchlicher Orte als dritten Weg. An solchen kirchlichen Orten sollen jeweils einerseits "vereinskirchliches Leben" in ehrenamtlicher Verantwortung, evtl. mit gemeindepädagogischer Begleitung und andererseits bestimmte "Arbeitsbereiche" wie Diakonie, Bildungsarbeit, Beratung oder zielgruppenspezifische Angebote in Verantwortung von Pfarrerinnen und Pfarrern stattfinden. 
In einer Reihe von Aufsätzen setzt sie sich mit Gestalt und Zukunft der Kirche sowie Aufgaben und Zukunft des pastoralen Berufes auseinander. 
Einen weiteren Schwerpunkt stellen religionsdidaktische Fragen dar, in die Pohl-Patalong in besonderer Weise Aspekte der Genderforschung mit einbezieht.

## Privatleben
Uta Pohl-Patalong ist seit 1995 verheiratet mit Stephan Pohl-Patalong. Sie haben eine gemeinsame Tochter.

## Werke in Auswahl
- Seelsorge zwischen Individuum und Gesellschaft. Elemente zu einer Neukonzeption der Seelsorgetheorie, 1996, ISBN 3-17-014414-6 (Promotionsschrift)
- Ortsgemeinde und übergemeindliche Arbeit im Konflikt, 2003, ISBN 3-52-560412-2 (Habilitationsschrift)
- Von der Ortskirche zu kirchlichen Orten. Ein Zukunftsmodell, 2005, ISBN 3-52-560421-1 (Gekürzte und überarbeitete Fassung der Habilitationsschrift)
- Bibliolog. Impulse für Gottesdienst, Gemeinde und Schule. Band 1: Grundformen; 2. Aufl., Kohlhammer, Stuttgart 2010, ISBN 3-17-021872-7
- Bibliolog. Impulse für Gottesdienst, Gemeinde und Schule. Band 2: Aufbauformen; Kohlhammer, Stuttgart 2009, ISBN 3-17-020921-3

Eine vollständige Publikationsliste findet sich auf der Homepage des Lehrstuhls.

## Nachweise
1. ↑  Von der Ortskirche zu kirchlichen Orten, S. 136 ff.

| Personendaten    | Personendaten                                                                            |
| ---------------- | ---------------------------------------------------------------------------------------- |
| NAME             | Pohl-Patalong, Uta                                                                       |
| KURZBESCHREIBUNG | deutsche Hochschullehrerin; Professorin für Praktische Theologie an der Universität Kiel |
| GEBURTSDATUM     | 18. Mai 1965                                                                             |
| GEBURTSORT       | Schleswig                                                                                |